# Cabery (Illinois)
Cabery est un village des comtés de Ford et de Kankakee dans l'Illinois, aux États-Unis,. Il est situé au sud de Buckingham et au nord de Kempton. Fondé en 1878, le village est incorporé le 26 juillet 1894. Il est baptisé en référence à John R. Caberry, un commerçant de Chicago.

## Démographie
Lors du recensement de 2010, le village comptait une population de 266 habitants. Elle est estimée, en 2016, à 255 habitants.

## Source de la traduction
- (en) Cet article est partiellement ou en totalité issu de l’article de Wikipédia en anglais intitulé « Cabery, Illinois » (voir la liste des auteurs).